# Maxim's
Maxim’s es un restaurante situado en el n.º 3 de la rue Royale de París, Francia. Fundado el 7 de abril de 1893, es uno de los establecimientos más célebres de la ciudad. Con motivo de la expansión internacional llevada a cabo por su propietario, Pierre Cardin abre otros siete restaurantes Maxim's repartidos en otras ciudades del mundo, identificando al restaurante original como «Maxim's de Paris».

## Historia
Creado en 1893 por Maxime Gaillard, un camarero de café, el pequeño bistró comienza a atraer, siguiendo la estela de la comediante Irma de Montigny, una clientela mundana y elegante, y se convierte en un lugar de encuentro apreciado por el tout-Paris de la Belle Époque. Eugène Cornuché, que compró el restaurante, llamó en 1900 a los artistas de la École de Nancy y a Louis Marnez para redecorar el establecimiento en estilo art nouveau con motivo de la exposición universal de París.
En 1932, Octave Vaudable compra el restaurante. Selecciona a sus clientes, impone llevar traje y favorece a los habituales, preferentemente célebres o con fortuna. La clientela de artistas y de personajes como la Bella Otero, Eduardo VII, , Georges Feydeau, Mistinguett, Sacha Guitry, Tristan Bernard o Jean Cocteau, amigo íntimo de Vaudable, contribuye a asentar la reputación de Maxim's. Entre 1933 y 1934, Ben Horris anima con su orquesta este célebre restaurante.
Durante la ocupación alemana, llega a ser el restaurante preferido de los oficiales alemanes. El mariscal Hermann Göring cena allí el 28 de junio de 1940.
Tras la liberación, las grandes figuras del cine de la época se muestran en sus mesas. Aristóteles Onassis y Maria Callas se encuentran allí con Marlene Dietrich, Porfirio Rubirosa, Max Ophüls y Martine Carol. A finales de los años cincuenta, unos obreros descubren en los cimientos luises de oro, sortijas, diamantes y rubís. Fue en los años cincuenta, sesenta y setenta cuando Maxim's, bajo la dirección del hijo de Octave Vaudable, Luis, llega a ser el restaurante más célebre del mundo, pero también uno de los más caros. Con su esposa Maggy, Luis Vaudable asegura el renombre internacional de Maxim's. En julio de 1979, el establecimiento se inscribe en el inventario de los monumentos históricos de Francia.
En 1981, François Vaudable prosigue la obra de su familia que, desde hace cerca de cincuenta años, ha asegurado la expansión del restaurante. Pero, más atraído por el medio científico que por el de la jet-set, vende Maxim's a Pierre Cardin.
A partir de 1981, Cardin desarrolla su faceta internacional. Transforma los tres pisos superiores del inmueble en un museo consagrado al art nouveau, multiplica los espectáculos y organiza soirées para jóvenes.
El emblema se exporta y ahora se cuentan siete restaurantes Maxim's: en París (renombrado Maxim's de Paris), Montecarlo, Pekín, Ginebra, Tokio, Shanghái, Nueva York y Bruselas.

## El museo Maxim’s
El museo Maxim’s presenta la primera colección privada francesa de arte art nouveau: más de 750 muebles y objetos de arte expuestos en 350 m², en un apartamento de dos pisos, con firmas entre las que se cuentan Louis Majorelle, Eugène Gaillard, Émile Gallé, Hector Guimard, Clément Massier, Tiffany & Co. y Henri de Toulouse-Lautrec.

## Obras de ficción
- La Dame de chez Maxim, una pieza de teatro de Georges Feydeau creada en 1899.
- El restaurante sirve de marco al tercer acto de La viuda alegre, una opereta de Franz Lehar creada en 1905.
- Buenos días, tristeza, un film de Otto Preminger aparecido en 1958 con Juliette Gréco, Jean Seberg, Deborah Kerr, Kim Novak y David Niven.
- Le Chasseur de chez Maxim’s, un film de Claude Vital aparecido en 1976 con Michel Galabru.
- Chéri, un film de Stephen Frears aparecido en 2009 con Michelle Pfeiffer.